# Emil Riis Jakobsen
Emil Riis Jakobsen (født 24. juni 1998) er en dansk fodboldspiller, der spiller for Bristol City, i den engelske Championship.

## Klubkarriere
Jakobsen startede sin ungdomskarriere i Hobro IK. Han skiftede til Randers FC i en alder af 14 år. Han blev nummer to på topscorerlisten i U/17 Ligaen 2014-15 med 24 mål i 26 kampe, kun overgået af Jakob Johansson.

### Derby County F.C.
Jakobsen var to gange til prøvetræning i den engelske klub Derby County, og i juli 2015 skiftede han til klubben i en alder af 17 år. Han skrev under på en treårig ungdomskontrakt, hvor han i første omgang blev en del af U/18-holdet. Han blev senere en del af U/23-holdet, hvor han scorede 11 mål i Premier League 2 Division 1.
I december 2017 var Jakobsen til prøvetræning VVV-Venlo. Den 11. januar 2018 blev det offentliggjort, at Jakobsen havde skrevet under på en lejeaftale gældende for den resterende del af 2017-18-sæsonen. Han fik sin debut den 17. marts 2018, da han blev skiftet ind efter 68 minutter som erstatning for Romeo Castelen, som VVV-Venlo dog tabte 0-3 ude til PSV Eindhoven. Det blev til yderligere to kampe i Æresdivisionen i løbet af foråret (den 14. april, hvor han blev skiftet ind i det 83. minut i et 0-2-nederlag hjemme til Heerenveen og den 29. april, hvor han blev skiftet ind efter 63 minutter i et 1-4-nederlag hjemme til Roda JC).

### Randers FC
Den 13. juni 2018 blev det offentliggjort, at Jakobsen vendte hjem til Randers FC. Han skrev under på en treårig aftale gældende frem til sommeren 2021.

### Preston North End
Den 1. oktober 2020 underskrev Jakobsen en fire-årig kontrakt med den engelske Championship klub Preston North End mod et uoplyst gebyr, der antages at være omkring 10 millioner kr. Han scorede sit første mål for klubben i en 3-0-sejr over Reading den 4. november 2020.